# Bramber
Bramber – wieś w Anglii, w hrabstwie West Sussex, w dystrykcie Horsham. Leży 34 km na wschód od miasta Chichester i 71 km na południe od Londynu. W 2001 miejscowość liczyła 757 mieszkańców.